# Philippe Desmergès
Louis Philippe Desmergès, dit Philippe Desmergès, né le 28 mars 1837 à Arquian (Nièvre) et mort le 25 janvier 1911 à Nevers (Nièvre), est un ouvrier-tisserand, militant socialiste et homme politique français.
Républicain en 1848, opposant au Second Empire puis soutiens de la Commune de Paris en 1871, il passe au socialisme durant la Troisième République.

## Biographie

### Sous le Second Empire
Né en 1837, Philippe Demergès devient très tôt ouvrier-tisserand comme son père avant lui et se met vite en contact avec les militants républicains opposés au Coup d'État du 2 décembre 1851 comme Félix Pyat et Ferdinand Gambon. Après l'instauration du Second Empire par Napoléon III, il s'engage dans une active propagande républicaine dans la Nièvre par la distribution de tracts. Membre du comité électoral radical de Saint-Amand, il proclame la République dans sa commune avec quelques amis à la chute de l'Empire et la guerre de 1870. Tout de suite mis en état d'arrestation par les autorités, il doit se cacher dans les bois pendant plusieurs semaines pour échapper aux poursuites. 

### Le militant socialiste
Après la guerre, il adhère à la Troisième république et se présente aux élections de 1885. C'est cependant sa candidature qui amène Ferdinand Gambon à se séparer des radicaux qui refusaient de figurer sur une liste de candidats aux côtés de Desmergès mais dont Gambon exigeait la présence. Membre de la liste de cinq candidats socialistes en compagnie de Gambon, Félix Pyat, Eugène Protot et Georges Tillier, Desmergès obtient 2 879 voix. Deux ans plus tard, il se présente pour le conseil général dans le canton de Cosne puis en 1893 mais échoue à deux reprises. En 1897, il adhère et à la Fédération socialiste de la Nièvre, liée au Parti ouvrier socialiste révolutionnaire (POSR) et ne la quitte plus jusqu'à sa mort. Membre du Conseil municipal de sa ville natale, il défend durant ses mandats les idées de laïcité. De constitution fragile, il meurt de maladie en 1911. 